# Фладунген
Фладунген (нім. Fladungen) — місто в Німеччині, розташоване в землі Баварія. Підпорядковується адміністративному округу Нижня Франконія. Входить до складу району Рен-Грабфельд. Центр об'єднання громад Фладунген.
Площа — 46,37 км2. Населення становить 2203 ос. (станом на 31 грудня 2020).

## Галерея

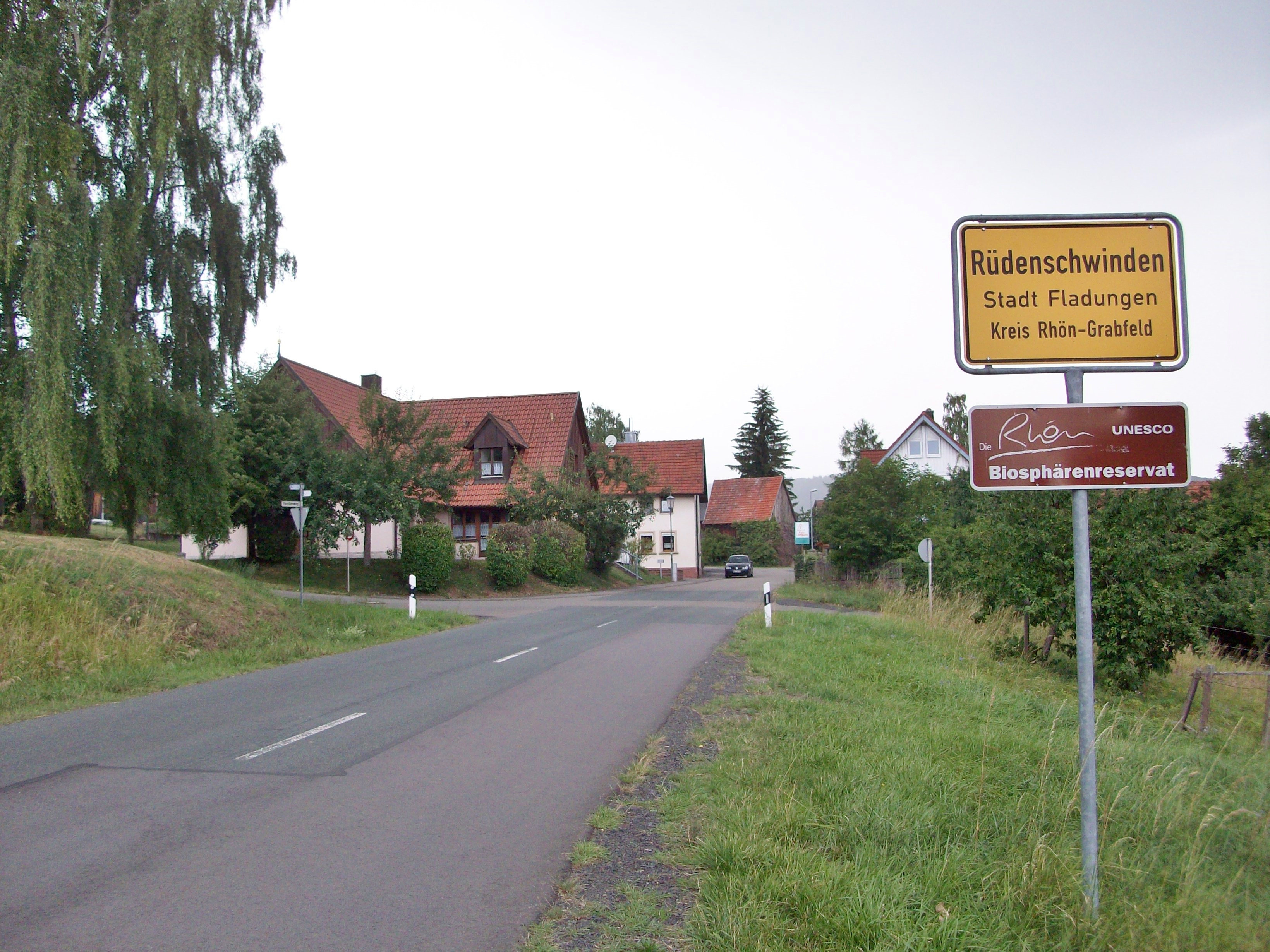